# فالترزهاوزن
والترس هاوزن (بالألمانية: Waltershausen) هي بلدة ألمانية تقع في تورينغن في ألمانيا. يقدر عدد سكانها بـ 13,108 نسمة .

## المدن التوأمة
مدن كورباخ، Bruay-sur-l'Escaut، Wolbrom، هاناو و Budapest XVI. District هي مدن توأمة لـوالترس هاوزن.

## أعلام
- جوهان متهوس بشستين
- فرديناند جونغ
- ألكسندر لودفيغ